# 테러 이야기
테러 이야기(Tales Of Terror, Poe's Tales Of Terror)는 미국에서 제작된 로저 코먼 감독의 1962년 영화이다. 빈센트 프라이스 등이 주연으로 출연하였고 로저 코먼 등이 제작에 참여하였다.

## 출연

### 주연
- 빈센트 프라이스
- 매기 피어스

### 조연
- 에드먼드 코브
- 피터 로어
- 조이스 제임슨
- 존 해킷
- 레니 웨인립
- 앨런 드윗
- 배질 라스본
- 데브라 파겟
- 데이빗 프랭크햄

## 제작진
- 원작자: 에드거 앨런 포
- 미술: 다니엘 할러
- 미술: 바렛 A. 캐리